# Pernegg (Niederösterreich)
Pernegg ist eine Marktgemeinde mit 693 Einwohnern (Stand 1. Jänner 2025) im Bezirk Horn in Niederösterreich.

## Geografie
Pernegg liegt im Waldviertel auf einer Hochfläche nördlich des Horner Beckens. Die Entwässerung erfolgt durch die Pulkau und den Aumühlbach. Der tiefste Punkt der Gemeinde liegt im Süden im Pernegger Graben bei 400 Meter Meereshöhe. Die höchsten Erhebungen befinden sich mit dem Gaisruck (543 m) und dem Trampelberg (546 m) ebenfalls im Süden.
Die Fläche der Marktgemeinde umfasst 36,58 Quadratkilometer. Davon sind 50 Prozent landwirtschaftliche Nutzfläche, 44 Prozent sind bewaldet.

### Gemeindegliederung
Das Gemeindegebiet umfasst acht Katastralgemeinden und gleichnamige Ortschaften (Fläche Stand 31. Dezember 2023, Bevölkerung am 1. Jänner 2025):
- Etzelsreith (243,38 ha, 40 Ew.)
- Lehndorf (358,9 ha, 31 Ew.)
- Ludweishofen (216,06 ha, 50 Ew.)
- Nödersdorf (340,14 ha, 75 Ew.)
- Pernegg (691,19 ha, 208 Ew.) samt Kastenhäuser
- Posselsdorf (594,88 ha, 73 Ew.)
- Raisdorf (645,7 ha, 135 Ew.) samt Kleinraisdorf
- Staningersdorf (567,85 ha, 81 Ew.)

Die Marktgemeinde Pernegg ist Mitglied der Kleinregion Taffa-Thaya-Wild.

### Nachbargemeinden
|                          | Geras                                       |                 |
| Irnfritz-Messern         | Kompassrose, die auf Nachbargemeinden zeigt | Sigmundsherberg |
| St. Bernhard-Frauenhofen | Horn                                        |                 |

## Geschichte
Die erste urkundliche Erwähnung des Namens Pernegg erfolgte 1112 in einer Chronik des Stiftes St. Georgen. Im Jahr 1230 wurde dem Ort das Marktrecht verliehen.
In der Mitte des 12. Jahrhunderts stiftete Ulrich II. von Pernegg ein Frauenkloster. Die Burg der Pernegger verlor im Spätmittelalter an Bedeutung, verfiel und wurde 1449 abgebrochen. In der Folge der Reformation wurde 1585 das Kloster aufgelassen. Es wurde von Prämonstratensern aus Geras neu besiedelt, erlebte im 17. Jahrhundert einen Aufschwung und wurde 1700 zur Abtei erhoben. Kaiser Joseph II. schloss das Kloster 1783. Die Gebäude wurden ab 1992 saniert und darin ein Fastenzentrum eingerichtet.

### Bevölkerungsentwicklung
| Pernegg: Einwohnerzahlen von 1869 bis 2025          | Pernegg: Einwohnerzahlen von 1869 bis 2025 | Pernegg: Einwohnerzahlen von 1869 bis 2025 | Pernegg: Einwohnerzahlen von 1869 bis 2025 | Pernegg: Einwohnerzahlen von 1869 bis 2025 |
| --------------------------------------------------- | ------------------------------------------ | ------------------------------------------ | ------------------------------------------ | ------------------------------------------ |
| Jahr                                                |                                            |                                            |                                            | Einwohner                                  |
| 1869                                                | 1869                                       |                                            | 1.121                                      | 1.121                                      |
| 1880                                                | 1880                                       |                                            | 1.229                                      | 1.229                                      |
| 1890                                                | 1890                                       |                                            | 1.230                                      | 1.230                                      |
| 1900                                                | 1900                                       |                                            | 1.286                                      | 1.286                                      |
| 1910                                                | 1910                                       |                                            | 1.268                                      | 1.268                                      |
| 1923                                                | 1923                                       |                                            | 1.269                                      | 1.269                                      |
| 1934                                                | 1934                                       |                                            | 1.265                                      | 1.265                                      |
| 1939                                                | 1939                                       |                                            | 1.216                                      | 1.216                                      |
| 1951                                                | 1951                                       |                                            | 1.126                                      | 1.126                                      |
| 1961                                                | 1961                                       |                                            | 997                                        | 997                                        |
| 1971                                                | 1971                                       |                                            | 1.007                                      | 1.007                                      |
| 1981                                                | 1981                                       |                                            | 818                                        | 818                                        |
| 1991                                                | 1991                                       |                                            | 782                                        | 782                                        |
| 2001                                                | 2001                                       |                                            | 744                                        | 744                                        |
| 2011                                                | 2011                                       |                                            | 686                                        | 686                                        |
| 2021                                                | 2021                                       |                                            | 693                                        | 693                                        |
| 2025                                                | 2025                                       |                                            | 693                                        | 693                                        |
| Quelle(n): Statistik Austria, Gebietsstand 1.1.2021 |                                            |                                            |                                            |                                            |

## Kultur und Sehenswürdigkeiten

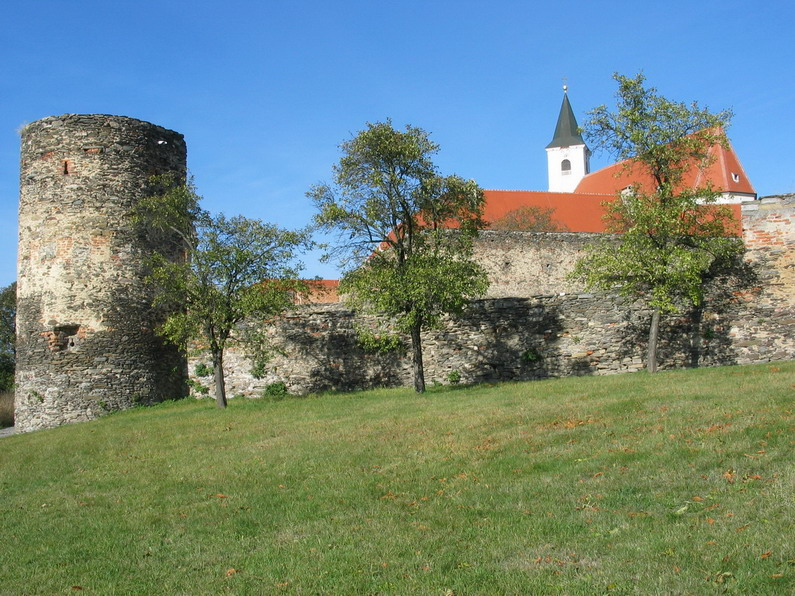
Stift Pernegg

- Stift Pernegg

## Wirtschaft und Infrastruktur
Im Jahr 2001 gab es 28 nichtlandwirtschaftliche Arbeitsstätten, nach der Erhebung 1999 87 land- und forstwirtschaftliche Betriebe. Die Zahl der Erwerbstätigen am Wohnort betrug bei der Volkszählung 2001 311, die Erwerbsquote lag bei 42,2 %.

### Öffentliche Einrichtungen
In Pernegg befindet sich ein Kindergarten und eine Volksschule.

### Verkehr
- Bahn: Pernegg liegt an der Franz-Josefs-Bahn. Der einzige Bahnhof auf Gemeindegebiet in Ludweishofen wurde jedoch 1994 aufgelassen. Die nächstgelegenen Bahnhöfe der ÖBB sind Hötzelsdorf-Geras und Irnfritz an der Franz-Josefs-Bahn und Horn an der Kamptalbahn.
- Bus: Das Linienbusunternehmen PostBus fährt in Pernegg und Posselsdorf Haltestellen der Linie 1304 (Horn – Drosendorf) sowie in Pernegg, Etzelsreith, Posselsdorf, Nödersdorf, Raisdorf und Staningersdorf Haltestellen der Linie 1312 (Horn – Schweinburg) an.
- Straße: Die Horner Straße B 4 führt durch Pernegg.

## Politik

### Gemeinderat
Der Gemeinderat hat 15 Mitglieder.
- Nach den Gemeinderatswahlen in Niederösterreich 1990 hatte der Gemeinderat folgende Verteilung: 13 ÖVP und 2 SPÖ.
- Nach den Gemeinderatswahlen in Niederösterreich 1995 hatte der Gemeinderat folgende Verteilung: 13 ÖVP und 2 SPÖ.[8]
- Nach den Gemeinderatswahlen in Niederösterreich 2000 hatte der Gemeinderat folgende Verteilung: 14 ÖVP und 1 SPÖ.[9]
- Nach den Gemeinderatswahlen in Niederösterreich 2005 hatte der Gemeinderat folgende Verteilung: 13 ÖVP und 2 SPÖ.[10]
- Nach den Gemeinderatswahlen in Niederösterreich 2010 hatte der Gemeinderat folgende Verteilung: 13 ÖVP, 1 SPÖ und 1 FPÖ.[11]
- Nach den Gemeinderatswahlen in Niederösterreich 2015 hatte der Gemeinderat folgende Verteilung: 13 ÖVP, 1 SPÖ und 1 FPÖ.[12]
- Nach den Gemeinderatswahlen in Niederösterreich 2020 hatte der Gemeinderat folgende Verteilung: 14 ÖVP und 1 SPÖ.[13]
- Nach den Gemeinderatswahlen in Niederösterreich 2025 hat der Gemeinderat folgende Verteilung: 12 ÖVP, 2 FPÖ und 1 SPÖ.[14]

### Bürgermeister
- bis 2020 Franz Huber (ÖVP)
- seit 2020 Andreas Nendwich (ÖVP)

### Wappen
Mit Bescheid der Niederösterreichischen Landesregierung vom 3. April 2001 erhielt die Gemeinde Pernegg ein Gemeindewappen verliehen. Seine Blasonierung lautet:
„In Silber auf grünem Boden rechts ein grüner Laubbaum, dessen Stamm ein zur linken Seite des Baumes stehender aufgerichteter schwarzer Bär mit seinen Vorderpranken erfasst.“
Die Gemeindefarben sind Rot-Weiß-Blau.

## Persönlichkeiten
- Boček von Jaroslavice und Zbraslav († 1255), Besitzer der Herrschaft Pernegg
- Hans A. Fischer-Barnicol (1930–1999), deutscher Religions- und Kulturwissenschaftler, starb in Pernegg
- Ulrich II, Graf von Heunburg († 1308), Besitzer der Herrschaft Pernegg
- Alphons Žák (1868–1931), Ordenspriester und Historiker, war als Pfarrer in Pernegg tätig